# Dial Records (1946)
Dial Records was een Amerikaans jazz-platenlabel, dat in bebop gespecialiseerd was. 
Het werd in 1946 opgericht door Ross Russell, de latere biograaf van saxofonist Charlie Parker. Het kwam voort uit de Tempo Music Shop, een platenzaak in Hollywood dat geleid werd door Russell. Zijn partner was de advocaat en platenverzamelaar Marvin Freeman, die het kapitaal voor het nieuwe platenlabel aandroeg. Russell leidde de onderneming zo'n tien jaar. De belangrijkste musici die op het label uitkwamen waren Parker, Miles Davis, Max Roach en Milt Jackson. Charlie Parker nam voor het label in 1946 en 1947 de beroemde Dial-Sessies op.